# 历史香肠厨房

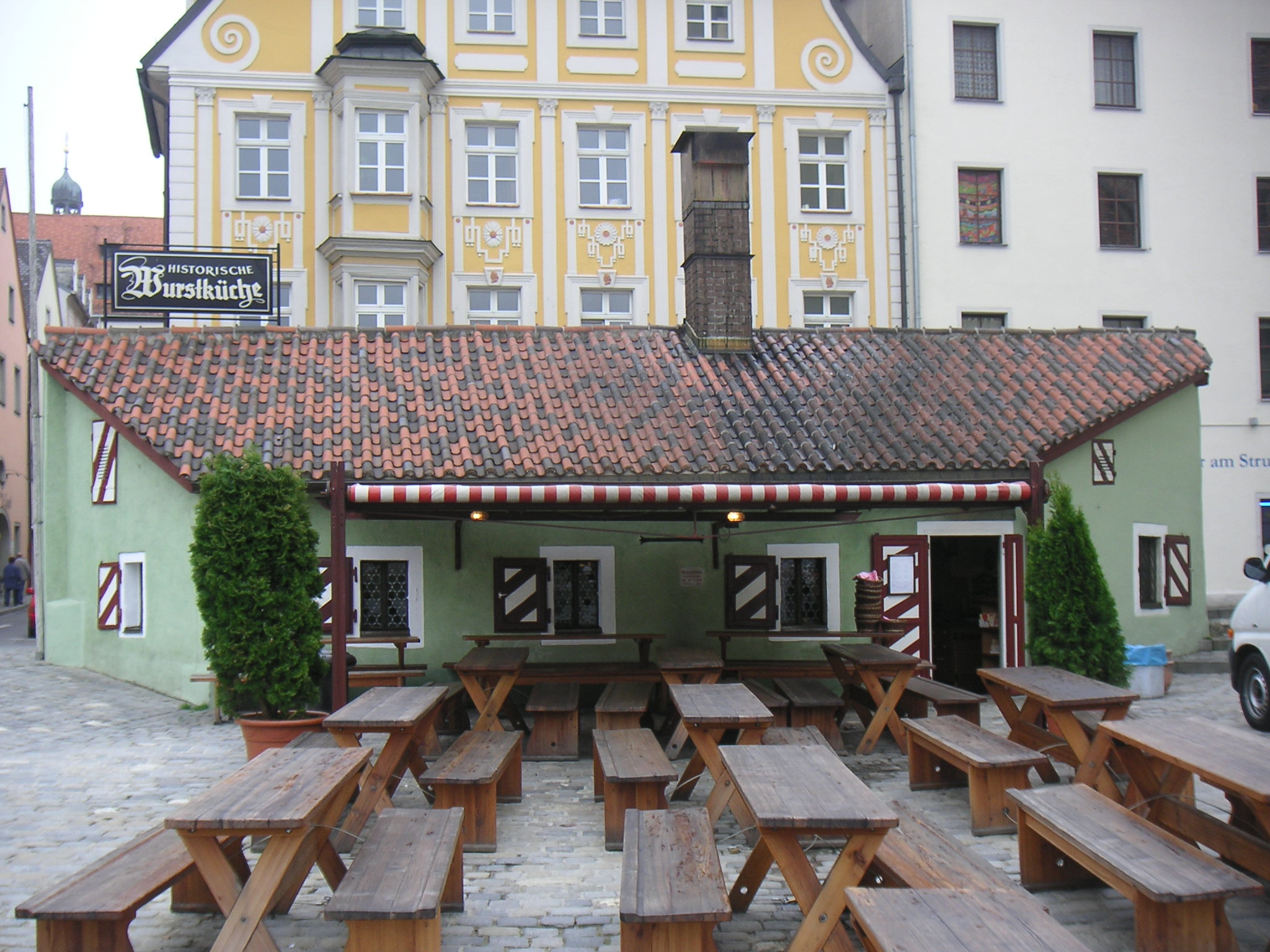
历史香肠厨房

历史香肠厨房（德语: Historische Wurstküche zu Regensburg）是德国雷根斯堡的一个餐馆。它可能是世界上连续开业最古老的公共餐厅。

## 历史
1135年，此处建起一座房屋，作为营造雷根斯堡石桥的工程办公室。1146年石桥建成，这座房屋就改为餐馆，因为靠近当时的内河码头，而命名为“近鹤餐厅”（Garkueche auf dem Kranchen）。数百年间，码头工人，水手和附近的圣伯多禄主教座堂作坊的工作人员都是这里的常客。
目前的建筑建于17世纪，但是考古证据证实，从12世纪此处就存在一座大约相同尺寸的房屋。
直到1800年以前，这里的特色菜是煮肉（gesottenes Fleisch），但是在目前的业主家族在1806年接手餐馆后，主菜就改为炭烤香肠。
厨房至今仍在营业，每天供应600份香肠给客人。香肠是主菜，配上德国酸菜和芥末。此外也供应一些著名的巴伐利亚美食，以及各种沙拉。
在夏季的旅游旺季，大部分客人只能坐在门外木凳上，因为房屋狭小，仅能勉强容纳35个座位。

## 外部連結
- Official homepage （页面存档备份，存于）
- City tourist info page （页面存档备份，存于）

49°01′16″N 12°05′51″E / 49.02111°N 12.09750°E